# Фіаха мак Делбайх
Фіаха мак Делбайх  (ірл. Fiacha mac Delbaíth, Fiacha, Fiachra, Fiachna) – він же: Фіахра, Фіахна, Фяхе – персонаж давніх ірландських міфів, легенд, історичних переказів. Згідно середньовічної ірландської історичної традиції – верховний король Ірландії. з Племені Богині Дану (Туата Де Даннан (ірл. - Tuatha Dé Danann). Час правління (згідно середньовічної ірландської історичної традиції): 1327 – 1317 роки до н. е. (згідно «Історії Ірландії» Джеффрі Кітінга) або 1740–1730 роки до н. е. згідно хроніки Чотирьох Майстрів. Син верховного короля Ірландії Делбаеха та його дружини Ернмас (ірл. – Ernmas). Повідомлення про його прихід до влади суперечливі: «Книга Захоплень Ірландії» повідомляє, що він прийшов до влади після смерті свого батька, якого вбив Кайхер мак Нама (ірл. - Caicher mac Nama). Джеффрі Кітінг та Чотири Майстри пишуть, що він сам скинув з трону свого батька і вбив. Правив Ірландією протягом 10 років. Мав три дочки: Еріу, Банба, Фодла (ірл. - Ériu, Banba, Fodla), чиїми іменами називали потім острів Ірландія. Після десяти років правління він і його племінник Аой Мак Олламайн (ірл. - Aoi Mac Ollamain) загинули в битві Еогана з Імберу. 